# A1689-zD1
A1689-zD1은 처녀자리의 아벨 1689에 위치한 원시 은하이다. 거리는 약 300억 광년(광행거리 약 130억 광년)으로 아벨 1689의 구성원 중 가장 멀다.

## 같이 보기
- IOK-1
- UDFy-38135539
- 최원거리 천체 목록